# Palokyat
Palokyat är en ort i Azerbajdzjan.   Den ligger i distriktet Astara Rayonu, i den södra delen av landet, 230 km sydväst om huvudstaden Baku. Palokyat ligger 446 meter över havet och antalet invånare är 1 587.
Terrängen runt Palokyat är kuperad åt nordost, men åt sydväst är den bergig. Närmaste större samhälle är Archivan, 16,2 km öster om Palokyat. 
I omgivningarna runt Palokyat växer i huvudsak blandskog. Runt Palokyat är det ganska tätbefolkat, med 129 invånare per kvadratkilometer.